# کلامه
کلامه (به لهستانی:  Klamy) یک روستا در لهستان است که در گمینا وشمیژتسه واقع شده‌است.